# Vittorio Russo (italianista)
Vittorio Russo (Napoli, 20 gennaio 1934 – Maratea, 20 agosto 1997) è stato un filologo e italianista italiano, specializzato in filologia romanza e dantistica.

## Biografia
Studiò all'Università di Napoli, dove fu allievo di Salvatore Battaglia, di cui divenne collaboratore. Grazie a Battaglia fece la conoscenza di Giancarlo Mazzacurati, con cui stabilirà un lungo sodalizio intellettuale e umano. 
All'inizio i suoi studi furono rivolti alla filologia romanza medievale di area linguistica 
franco-
provenzale e ai primi prosatori e versificatori della letteratura italiana. In seguito precisò i suoi interessi nel campo della filologia dantesca. Fu collaboratore dell'Enciclopedia dantesca (1970-78), opera dell'Istituto dell'Enciclopedia italiana Treccani.
Fu docente di Filologia romanza all'Università di Salerno dal 1961. Poi. dal 1971 e fino alla morte, fu all'Università di Napoli, dove tenne gli insegnamenti di Filologia dantesca e di Storia della letteratura italiana. 
Alle figure di Vittorio Russo e Giancarlo Mazzacurati, e al loro sodalizio intellettuale, è dedicato il Premio di Letteratura «i miosotìs»
Morì nella sua casa di campagna nei pressi di Maratea, colpito da infarto mentre lavorava.

## Opere
- Lezioni e studi sull'Inferno di Dante, Liguori editore, 1965.
- Sussidi di esegesi dantesca, Napoli, 1966.
- Esperienze e/di letture dantesche, Liguori editore, Napoli, 1971.
- «Voci» per l'Enciclopedia dantesca, Liguori editore, Napoli, 1974
- Il romanzo teologico. Sondaggi sulla «Commedia» di Dante, Napoli 1984.
- Con le Muse in Parnaso. Tre studi su Boccaccio, Napoli 1987.
- Impero e stato di diritto. Studio su «Monarchia» ed «Epistole» politiche di Dante, Bibliopolis, Napoli, 1987.
- Preliminari allo studio di Giovanni Boccaccio. Con una scelta dalle opere «minori», Liguori, Napoli, 1993.
- (curatore, con Patrick Boyde), Dante e la scienza. Atti del convegno internazionale di studi, Ravenna, 28-30 maggio 1993, Longo Editore, Ravenna, 1995.
- Con Giancarlo Mazzacurati, Istituto italiano per gli studi filosofici, 1996.
- «Io, cupo d'amore...». Tre interventi per Pasolini, Salerno Editrice Roma, 1998.
- Saggi di filologia dantesca, Napoli 2000.
- «La poesia del Duecento» e «Intellettuali, società e storia nell'età di Dante, Petrarca e Boccaccio» 
  - in: Storia generale della letteratura italiana, diretta da Nino Borsellino e Walter Pedullà, Federico Motta Editore, Roma, 2000, vol. I, pp. 325-481, e vol. II, pp. 1-30.
- Il romanzo teologico. Seconda serie, Napoli 2002.